# Orlando (román)
Orlando (v originále Orlando. A Biography) je román britské spisovatelky Virginie Woolfové, poprvé vydaný roku 1928. Česky vyšel poprvé hned o rok později v překladu Staši Jílovské. Aktuální český překlad pochází od Kateřiny Hilské.

## Děj
Děj začíná za vlády královny Alžběty I., kdy je hlavní postava knihy, Orlando, ještě mladý. Pochází ze šlechtické rodiny blízké královně.
Alžbětin následník Jakub I. pořádal v zimě za Velkého mrazu večírky na zamrzlé Temži. Orlando se jich účastnil a potkal zde mladou Rusku Sašu. Orlando se do ní zamiloval a plánoval s ní útěk. Z něj sešlo, protože Saša nepřišla na smluvenou schůzku. Orlando se uzavřel do sebe a začal se plně věnovat poezii. Na své sídlo pozval básníka Nicolase Greenea, který u něj po nějakou dobu poté bydlel a kterému Orlando ukázal své básně. Nakonec Greene prohlásil, že takový život není pro něj a z Orlandova sídla odjel. Následně napsal pamflet, v němž Orlanda pomluvil. Orlando pak zničil všechny své básně vyjma básně Dub.
Do Orlanda se zamilovala vévodkyně Harrietta. Před její láskou Orlando utekl do Turecka, kde si zařídil místo na ambasádě. V Turecku se oženil s cikánkou Rosinou Pepitou. Krátce na to upadl to transu a proměnil se v ženu. Jako žena odešla z Istanbulu se skupinou cikánů. Brzo je opustila, protože její a jejich vidění světa se značně lišilo (cikány zejména štvalo, že Orlando neustále píše báseň Dub).
Odjela zpět do Británie. Začal běžet spor, zda je Orlando mužem či ženou; tento spor trval dalších sto let. Orlando mezitím pořádala dýchánky, na něž zvala velikány své doby, např. Jonathana Swifta. Dýchánky se jí posléze omrzely a začala vyhledávat společnost žen z nižších vrstev.
S příchodem 19. století se Orlando změnila. Jako všechny ženy v té době se toužila vdát. Vzala si prvního muže, který ji po tomto rozhodnutí oslovil, s nímž později měla syna. Potkala také svého starého známého Nicolase Greenea, který byl v této době váženým profesorem. Ukázala mu svou báseň Dub. Ta Greenea nadchla a doporučil ji jednomu nakladateli. Kniha končí roku 1928, kdy Orlando vydala svou báseň (během jednoho roku došlo hned k několika vydáním a báseň byla velmi dobře přijata kritikou).

## Česká vydání
- Orlando: imaginární životopis, překlad Staša Jílovská, 1929
- Orlando, překlad Kateřina Hilská, Argo, 1994
- Orlando, překlad Kateřina Hilská, Alpress, 2002